# Zdzisławice (Łobez)
Zdzisławice (deutsch Christinenhof) ist ein Dorf in der polnischen Woiwodschaft Westpommern. Es gehört zur Gmina Łobez (Stadt- und Landgemeinde Labes) im  Powiat Łobeski (Labser  Kreis).

## Geographische Lage
Das Dorf liegt in Hinterpommern, etwa 24 Kilometer südöstlich der Stadt Resko (Regenwalde), sieben Kilometer nordöstlich der Stadt Łobez (Labes) und 2½ Kilometer südöstlich von Grabowo (Grabow).

## Geschichte
Die Landgemeinde Christinenhof entstand erst in der ersten Hälfte des 19. Jahrhunderts, als im Gutsbezirk Grabow die Separation der gutsherrlichen und bäuerlichen Verhältnisse durchgeführt wurde. Das Rittergut Grabow war einst ein altes pommersches Lehen der in Hinterpommern alteingeborenen Familie Borcke. Zu dem Gut Grabow gehörten 1817 und 1825 die fünf Vorwerke Büssow, Christinenhof, Dieckborn, Rüdigershof und Margarethenhof. Im Rahmen der Regulierung wurden fünf Bauernhöfe, die zuvor zum Rittergut gehört hatten, auf die Christinenhofsche Feldmark verlegt. Als sechster Hof kam später der Pfarrbauerhof hinzu, der mit Genehmigung der königlichen Regierung (Verfügung vom 26. April 1842) den Eigennamen Wilhelmshof erhalten hat. Das Gut Wilhelmshof lag einen Kilometer östlich des Ortskerns von Grabow.
Am Anfang der 1930er Jahre hatte die Gemarkung der Landgemeinde Christinenhof eine Flächengröße von 12,7 km², und im Gemeindegebiet standen zusammen 32 bewohnte Wohnhäuser an fünf verschiedenen Wohnstätten:
1. Büssow
2. Chausseehaus Dieckborn
3. Christinenhof
4. Grabow
5. Wilhelmshof

Im Jahr 1945 gehörte Christinenhof zum Landkreis Regenwalde im Regierungsbezirk Köslin der preußischen Provinz Pommern des Deutschen Reichs. Christenhof war dem Amtsbezirk Grabow zugeordnet.
Gegen Ende des Zweiten Weltkriegs wurde die Region im Frühjahr 1945 von der Roten Armee besetzt. Nach Beendigung der Kampfhandlungen wurde Christinenhof zusammen mit ganz Hinterpommern seitens der sowjetischen Besatzungsmacht der Volksrepublik Polen zur Verwaltung überlassen. Danach begann die Zuwanderung von Polen. Der Ortsname ‚Zdzisławice‘ wurde eingeführt. In der Folgezeit wurde die einheimische Bevölkerung von der polnischen Administration aus Christinenhof vertrieben.

### Demographie
| Jahr | Einwohner | Anmerkungen                                         |
| ---- | --------- | --------------------------------------------------- |
| 1782 | –         | zum adeligen Dorf Grabow gehöriges Vorwerk          |
| 1818 | 5         | adeliges Vorwerk, zur Gutsherrschaft Grabow gehörig |
| 1867 | 41        | am 3. Dezember                                      |
| 1871 | 39        | am 1. Dezember, sämtlich Evangelische               |
| 1910 | 47        | am 1. Dezember                                      |
| 1925 | 353       | sämtlich Evangelische                               |
| 1933 | 331       | [ 9 ]                                               |
| 1939 | 303       | [ 9 ]                                               |